# Aqua (felhasználói felület)
Az Aqua a macOS alapértelmezett grafikus felhasználói felülete, témája, illetve nyelve. Grafikailag a víz színein alapszik, illetve régebben vízcseppekhez hasonló gombokat is tartalmazott, illetve másfajta vízhez köthető animációkat is. Steve Jobs úgy vallotta, hogy "Ebben a vizuális megjelenésű felületben a szín, a mélység, az áttetszőség és az összetett textúrák tökéletessége található", illetve azt is kijelentette, hogy "Amikor az ember meglátja ezt a felületet, szimplán csak meg szeretné nyalni a kijelzőt."
Az Aqua először a 2000-es Macworld konferencián lett bemutatva San Francisco-ban. Első megjelenése az iMovie 2 reklámjában volt 2000. júliusában, hivatalosan pedig a Mac OS X reklámjában jelent meg. Évről-évre változtattak grafikus megjelenésén, de a legnagyobb változtatás 2014-ben volt a macOS Yosemite-ben, ahol az ikonok laposabb megjelenést kaptak, illetve egy új szín is megjelent a menüknek, ez a grafit volt. 2018-ban egy második megjelenési színt is kapott a grafikus felhasználói felület, amit az Apple "dark"-nak, feketének nevez.